# 牧場物語 與你開拓的島嶼
《牧場物語 與你開拓的島嶼》由MMV2007年2月1開發和出版，由於操作方式由傳統的按鍵方式，改由全觸控筆遊玩，讓很多牧場物語系列的玩家們十分不習慣，但是一些玩家卻覺得十分方便，是牧場物語在NDS上的第三款遊戲，續作是《牧場物語 閃耀太陽與夥伴們》。

## 故事概要
主角與家人出外旅遊，在乘船途中，遇到了意外，並沖到無人島上，與一起飄浮的出貨者太郎（タロウ）一家，在這個島上大家互相幫忙，在這個沒人的無人島上發展，主角的牧場生活也開始了。

## 新要素
- 自牧場物語GB3「當男孩遇見女孩時」初次可以種植稻米
- 有新鮮度、質量和量度的物品之分
- 移動、取物品及選項均須用觸控筆進行。
- 疲勞度和滿腹度有顯示。
- 主角名字為自訂，但是可以根據官網的人名。
- 人設方面為不對話超過5天，就不能送禮，要對話3-5天才能再次送禮。
- 愛情度及友好度在資產表可以看到，滿心為10心，一心的愛情度是6553。

## 人物介紹

### 主角
瑪魯庫(マルク)
男主角，金髮，戴著藍色的帽子，生日是冬月27日，與同伴5人到了向日島，積極的性格，在女主角的場合是新郎候選之一，競爭對手沒有，居住在酒店，對牧場感有興趣。
切爾西(チェルシー)
女主角，茶色頭髮並戴著紅色的頭巾，生日是春月20日，與同伴5人到了向日島，活潑的性格，在男主角的場合是新娘候選之一，競爭對手沒有，居住在酒店，對牧場感有興趣。

### 新郎候選
巴魯玆（ヴァルツ）
運送動物的青年。性格十分冷漠。興趣是有關儲蓄的事情。只有週三和週四在島上。是新郎候補其中一人，情敵是塞菲娜。
艾里克（エリク）
和主角一起來到向日島的出貨業一家。是娜塔莉的哥哥，但不理會哥哥的說話，使他十分煩惱。很懦弱。是新郎候補其中一人，情敵是朱莉亞。
達尼（ダニー）
漁師。因為魚的關係來到向日島。一人稱是「ワシ（我）」，是關西音的說法。飼養九官鳥。是新郎候補其中一人，情敵是莉莉。
皮埃爾（ピエール）
格爾曼8世。是料理評論家，對食物的要求十分嚴格。但是，性格十分坦率。是新郎候補其中一人，情敵是娜塔莉。
西瓦（シバ）
是ワーダ拾回來後，養育的野生孩子。性格十分坦率。曾經教過主角狩獵，是隱藏新郎候補。

### 新娘候選
娜塔莉（ナタリー）
和主角一起來到向日島的出貨業一家，是艾里克的妹妹。是新娘候補其中一人，情敵是皮埃爾。
朱莉亞（ジュリア）
在媽媽瑪賽爾的動物屋工作，會自動地於春天出現，她很喜歡有關動物的一切。她跟一般女孩性格差不多，很喜歡花。一般她會出現在動物屋、咖啡店、屋旁。是新娘候補其中一人，情敵是艾里克。
莉莉（リリー）
一名暫時停業的歌手。因主角賣出了一定的魚獲而到了鎮上。很喜愛魚，很喜愛唱歌。一到魚作禮物會很開心，因此她很喜歡釣魚。一般她會在沙灘、家中、餐廳，下雨時有可能會在商人家中。是新娘候補其中一人，情敵是達尼。
塞菲娜（セフィーナ）
達爾夏的女兒，興趣是收集礦石。是新娘候補其中一人，情敵是巴魯玆。
魔女（魔女さま）
是位於樹林一間小屋的(位置偏僻)，是個討厭女神的女孩，自稱已有一萬歲的高齡，是隱藏新娘候補。

### 村民
卡蓮（カレン）

珀布利（ポプリ）

多特（ドクター）

克里夫（クリフ）

陳（チェン）

查理（チャーリー）

菲雷娜（フェレナ）

塔羅（タロウ）

古蘭（ゴラン）

愛麗莎（エリザ）

羅文（ロヴェン）

アリエラ

瑪賽爾（マセル）
經營動物屋，是朱莉亞的母親。
達爾夏（ダルシャン）

瓦達（ワーダ）

女神（女神さま）

## 外部連結
牧場物語 與你開拓的島嶼 官方网站 （页面存档备份，存于）